# Tyson Nam
Tyson Nam (Waimanalo, 6 de Outubro de 1983) é um lutador profissional de artes marciais mistas americano, que atualmente compete pelo UFC na categoria dos moscas.

## Início
Nascido e criado em Waimanalo, Havaí na ilha de Oahu, Nam competiu em vários esportes quando criança e começou a treinar judô aos 6 anos de idade, antes de começar a treinar Boxe no ensino médio. Em seguida ele fez a transição para o MMA. Nam estudou e se formou na University of Hawaii.

## Vida Pessoal
O irmão mais velho de Tyson, Jason Nam, que era bodybuilder profissional, foi baleado e morto na porta de sua casa em 10 de março de 2006. 

## Carreira no MMA

### Ultimate Fighting Championship
Nam fez sua estreia no UFC contra Sergio Pettis em 21 de setembro de 2019 no UFC Fight Night: Rodríguez vs. Stephens. Ele perdeu por decisão unânime.
Nam enfrentou Kai Kara-France em 22 de fevereiro de 2020 no UFC Fight Night: Felder vs. Hooker. Ele perdeu novamente por decisão unânime.
Sua primeira vitória veio em sua terceira luta na organização, em 13 de junho de 2020 no UFC Fight Night: Eye vs. Calvillo contra Zarrukh Adashev. Nam venceu por nocaute aos 32 segundos do primeiro round. Esta vitória lhe rendeu seu primeiro bônus de “Performance da Noite”.

## Cartel no MMA
| Cartel no MMA   |             |             |
| 33 lutas        | 20 vitórias | 12 derrotas |
| Por nocaute     | 12          | 3           |
| Por finalização | 1           | 0           |
| Por decisão     | 7           | 9           |
| Empates         | 1           | 1           |

| Res.    | Cartel  | Oponente           | Método                            | Evento                                      | Data       | Round | Tempo | Local                     | Notas                                                               |
| ------- | ------- | ------------------ | --------------------------------- | ------------------------------------------- | ---------- | ----- | ----- | ------------------------- | ------------------------------------------------------------------- |
| Derrota | 20-12-1 | Matt Schnell       | Decisão (dividida)                | UFC on ESPN: Chiesa vs. Magny               | 20/01/2021 | 3     | 5:00  | Abu Dhabi                 |                                                                     |
| Vitória | 20-11-1 | Jerome Rivera      | Nocaute (socos)                   | UFC Fight Night: Covington vs. Woodley      | 19/09/2020 | 2     | 0:34  | Las Vegas, Nevada         |                                                                     |
| Vitória | 19–11–1 | Zarrukh Adashev    | Nocaute (soco)                    | UFC Fight Night: Eye vs. Calvillo           | 13/06/2020 | 1     | 0:32  | Las Vegas, Nevada         | Volta aos Galos; Performance da Noite.                              |
| Derrota | 18–11–1 | Kai Kara-France    | Decisão (unânime)                 | UFC Fight Night: Felder vs. Hooker          | 22/02/2020 | 3     | 5:00  | Auckland                  |                                                                     |
| Derrota | 18–10–1 | Sergio Pettis      | Decisão (unânime)                 | UFC Fight Night: Rodríguez vs. Stephens     | 21/09/2019 | 3     | 5:00  | Cidade do México          |                                                                     |
| Vitória | 18–9–1  | Shojin Miki        | Decisão (unânime)                 | X-1 World Events 55: MMA Independence Day   | 03/07/2019 | 5     | 5:00  | Waipahu, Havaí            | Volta aos Moscas; Ganhou o Cinturão Peso Mosca do X-1 World Events. |
| Vitória | 17–9–1  | Donald Gonzalez    | Nocaute técnico (socos)           | X-1 World Events 54: Champions 4            | 27/04/2019 | 2     | 1:03  | Honolulu, Havaí           | Luta nos Galos.                                                     |
| Derrota | 16–9–1  | Zhalgas Zhumagulov | Decisão (unânime)                 | Fight Nights Global 86: Nam vs. Zhumagulov  | 01/04/2018 | 5     | 5:00  | Almaty                    |                                                                     |
| Vitória | 16–8–1  | Rizvan Abuev       | Nocaute (soco)                    | Fight Nights Global 75: Deák vs. Chistyakov | 06/10/2017 | 1     | 4:45  | São Petersburgo           |                                                                     |
| Vitória | 15–8–1  | Ali Bagautinov     | Nocaute (chute na cabeça)         | Fight Nights Global 64: Nam vs. Bagautinov  | 28/04/2017 | 3     | 4:59  | Moscou                    |                                                                     |
| Empate  | 14–8–1  | Yoni Sherbatov     | Empate (majoritário)              | Destiny MMA: Trinity                        | 22/04/2016 | 3     | 5:00  | Edmonton                  |                                                                     |
| Vitória | 14–8    | Ian Dela Cuesta    | Decisão (dividida)                | Destiny MMA: Trinity                        | 30/10/2015 | 3     | 5:00  | Kapolei, Hawaii           | Estreia nos Moscas; Ganhou o Cinturão Peso Mosca do Destiny MMA.    |
| Vitória | 13–8    | Arnold Berdon      | Nocaute (socos)                   | Destiny MMA: Na Koa 10                      | 01/08/2015 | 1     | N/A   | Honolulu                  |                                                                     |
| Derrota | 12–8    | Fernando Vieira    | Decisão (unânime)                 | XFC International 8                         | 13/12/2014 | 3     | 5:00  | São Paulo                 |                                                                     |
| Derrota | 12–7    | Jeremiah Labiano   | Decisão (unânime)                 | WCFC 11: Mitchell vs. Major                 | 13/09/2014 | 5     | 5:00  | Sacramento, California    | Pelo Cinturão Peso Galo do WCFC.                                    |
| Derrota | 12–6    | Cody Bollinger     | Decisão (unânime)                 | WSOF 8: Gaethje vs. Patishnock              | 18/01/2014 | 3     | 5:00  | Hollywood, Florida        |                                                                     |
| Derrota | 12–5    | Marlon Moraes      | Nocaute (chute na cabeça e socos) | WSOF 2: Arlovski vs. Johnson                | 23/03/2013 | 1     | 2:55  | Atlantic City, New Jersey |                                                                     |
| Vitória | 12–4    | Eduardo Dantas     | Nocaute (soco)                    | Shooto Brazil 33                            | 25/08/2012 | 1     | 1:36  | Rio de Janeiro            |                                                                     |
| Vitória | 11–4    | Chanti Johnson     | Decisão (unânime)                 | CageSport 16                                | 01/10/2011 | 3     | 5:00  | Tacoma, Washington        |                                                                     |
| Vitória | 10–4    | Chuck Jordan       | Nocaute técnico (socos)           | Sportfight: Brawl at the Barn               | 09/09/2011 | 1     | 0:52  | Prineville, Oregon        |                                                                     |
| Vitória | 9–4     | Chanti Johnson     | Nocaute técnico (socos)           | Square Ring Promotions                      | 29/07/2011 | 1     | 0:45  | Grand Ronde, Oregon       |                                                                     |
| Derrota | 8–4     | Jesse Brock        | Decisão (unânime)                 | Sportfight 29                               | 28/01/2017 | 5     | 5:00  | Grand Ronde, Oregon       |                                                                     |
| Derrota | 8–3     | Keola Silva        | Decisão (majoritária)             | Galaxy MMA: Worlds Collide                  | 01/05/2010 | 3     | 5:00  | Honolulu, Hawaii          |                                                                     |
| Vitória | 8–2     | Nick Honstein      | Nocaute técnico (socos)           | Sportfight 27: Wild Card                    | 12/03/2010 | 2     | 3:31  | Grand Ronde, Oregon       |                                                                     |
| Vitória | 7–2     | Zach Lari          | Decisão (unânime)                 | Arena Rumble: Horn vs. Guida                | 12/09/2009 | 3     | 5:00  | Spokane, Washington       |                                                                     |
| Vitória | 6–2     | Zach Skinner       | Nocaute (socos)                   | KOTC: Thunderstruck                         | 15/08/2009 | 1     | 4:58  | Everett, Washington       |                                                                     |
| Vitória | 5–2     | Butch McGavran     | Finalização (mata-leão)           | Carnage at the Creek 6                      | 06/06/2009 | 1     | 3:26  | Shelton, Washington       |                                                                     |
| Derrota | 4–2     | Russell Doane      | Nocaute técnico (socos)           | ICON Sport: Baroni vs. Hose                 | 15/03/2008 | 1     | 2:33  | Honolulu, Hawaii          |                                                                     |
| Vitória | 4–1     | Albert Manners     | Decisão (unânime)                 | EliteXC: Uprising                           | 15/09/2007 | 3     | 5:00  | Honolulu, Hawaii          |                                                                     |
| Derrota | 3–1     | Mark Oshiro        | Nocaute técnico (socos)           | ICON Sport: Mayhem vs. Trigg                | 01/12/2006 | 1     | 2:16  | Honolulu, Hawaii          |                                                                     |
| Vitória | 3–0     | Ikaika Silva       | Decisão (unânime)                 | ICON Sport: Mayhem vs. Lawler               | 02/09/2006 | 3     | 5:00  | Honolulu, Hawaii          |                                                                     |
| Vitória | 2–0     | Bill Dexter        | Decisão (unânime)                 | ICON Sport: Mayhem vs. Giant                | 26/05/2006 | 3     | 3:00  | Honolulu, Hawaii          |                                                                     |
| Vitória | 1–0     | Ryan Lee           | Nocaute técnico (socos)           | ICON Sport: Lawler vs. Niko 2               | 25/02/2006 | 3     | 1:01  | Honolulu, Hawaii          | Estreia nos Galos.                                                  |